# Divinity: Dragon Commander
Divinity: Dragon Commander ist ein von den Larian Studios entwickeltes Echtzeit-Strategiespiel, das im August 2013 für Windows-PCs und die Xbox 360 durch Daedalic Entertainment veröffentlicht wurde. Es ist das erste Spiel der Divinity-Reihe im Echtzeit-Strategiespiel-Genre und spielt zeitlich gesehen vor dem letzten Teil der Divinity-Reihe Divinity 2: Ego Draconis.

## Handlung
Man spielt den Bastard-Sohn des ermordeten Kaisers aus den vorherigen Divinity-Teilen und versucht, das gespaltene Land Rivellon unter der eigenen Herrschaft zu einen. Die drei ehelichen Kinder des Kaisers möchten dies verhindern.

## Spielmechanik
Der Spielercharakter residiert auf dem Luftschiff „Raven“ das als Basis des Helden dient. Dorthin kommen auch Diplomatische Abgesandte anderer Rassen, etwa Untote, Elfen, Zwerge, Echsen und Imps. Durch die Heirat mit etwa einer Prinzessin der Echsen bindet man das Volk dauerhaft an sich.
Jede Rasse möchte ihre Interessen durchsetzen: etwa, die Armen mehr zu unterstützen oder den Umweltschutz zu verbessern. Folgt man den Interessen einer Rasse konsequent, so ist es möglich, andere Rassen gegen sich aufzubringen. Wenn man nicht im Interesse einer Rasse handelt, schmälern sich die Einnahmen aus den Gebieten dieser Rasse, die man bereits kontrolliert.
Über eine Karte verwaltet man seine eigenen Territorien und Truppen. Pro Zug darf der Spieler nur bei einer Schlacht selbst steuern. Die restlichen Schlachten werden durch die künstliche Intelligenz entschieden. Bevor man eine Schlacht startet, kann einer von vier Generälen ausgewählt werden, welche die Truppen effektiver anführen. Die Generäle selbst haben – wie auch die Diplomaten – Wünsche, wie man seine Politik gestalten solle.
Strategiekarten, die vor einer Schlacht etwa in Gesprächen mit den Diplomaten erworben werden und vor einer Schlacht aktiviert werden können, stellen beispielsweise zusätzliche Truppen für diese Schlacht zur Verfügung.
Auf den für Echtzeit-Strategiespiele typischen Basisbau wird in Dragon Commander verzichtet. Stattdessen wird auf der Schlachtfeldkarte, die in der typischen 3D-Ansicht des Genres präsentiert wird, um fest vorgelegte Fabriken und ähnliches gekämpft, welche dann zum Beispiel Truppen produzieren.
Durch die Verwandlung in einen Drachen, den der Spieler selbst steuert, ist man auf dem Schlachtfeld präsent. Durch Feuerbälle, die der Drache speien kann, werden feindliche Truppenverbände verwundet beziehungsweise vollkommen vernichtet. Das eigene Heer kann durch Heilzauber unterstützt werden. Dadurch wird der Echtzeit-Strategie-Teil des Spiels durch Elemente eines Third-Person-Shooters ergänzt.

## Entwicklung
Nach den schwachen Verkaufszahlen von Divinity 2 begann Larian ohne finanzielle Unterstützung eines Publishers mit den Arbeiten an zwei neuen Spielen. Neben Dragon Commander erarbeitete ein zweites Team das Konzept des kooperativen Rollenspiels Divinity: Original Sin. Original Sin war ursprünglich als das kleinere der beiden Projekte vorgesehen, das noch vor Dragon Commander veröffentlicht werden sollte. Im Entwicklungsverlauf verlagerten sich jedoch die Prioritäten, sodass die Arbeiten an Dragon Commander vorzeitig zu Ende geführt wurden, um sich anschließend auf den Ausbau und die Fertigstellung von Original Sin konzentrieren zu können.
Im Mai 2012 wurde der Publisher von Divinity: Dragon Commander, Daedalic Entertainment, preisgegeben. Das endgültige Release erfolgte weltweit am 6. August 2013.
Unbekannte entwendeten auf der Gamescom 2012 Testgeräte mit einer darauf befindlichen Version des Spiels. Es wurde eine Belohnung von 5.000 US-Dollar für sachdienliche Hinweise oder die Geräte selbst ausgesetzt.

## Rezeption
Das Spiel erhielt gemischte Wertungen (Metacritic: 75 von 100 (Win), Gamerankings: 73,33 %).
Die Fachzeitschrift GameStar meint, dass die Larian Studios Herzblut in ihr Spiel gepackt haben. Das Spiel versprühe Kreativität und Ehrgeiz. Die kniffligen politischen und moralischen Entscheidungen wurden positiv hervorgehoben. Ebenso die lange Kampagne und der Wiederspielwert. Negativ beurteilt wurde etwa, dass die Gegner-KI keine Drachen einsetzen kann.
Die PC Games lobte, dass Larian Studios frische Ideen mit Dragon Commander in den Strategie-Sektor bringe. Das Ergebnis sei schön unverbraucht und auch spielerisch gelungen. Es sei ein Strategiespiel, das mit Seele, Stil und Witz ausgestattet sei. Die satirischen, humorvollen Dialoge und Entscheidungen wurden etwa gelobt, wohingegen Detailmängel bei Interface und Kameraführung gerügt wurden.